# Laurent Sourisseau
Laurent "Riss" Sourisseau (Melun, 20 september 1966) is een Frans cartoonist en hoofdredacteur van het Franse satirische tijdschrift Charlie Hebdo. Sourisseau werkt sinds 1992 voor het tijdschrift. Hij hield een presentatie ten tijde van de aanslag op Charlie Hebdo op 7 januari 2015, waarbij hij in zijn schouder werd geschoten. Tijdens zijn ziekenhuisopname maakte hij vier tekeningen die op 14 januari 2015 werden gepubliceerd. Hij werd op 20 januari ontslagen uit het ziekenhuis.
- Bibliothèque nationale de France: cb12503729p (data)
- Gemeinsame Normdatei: 133327469
- International Standard Name Identifier: 0000 0003 8316 7393
- Library of Congress Control Number: n2007058572
- Réseau des bibliothèques de Suisse occidentale: 02-A012883400
- Système universitaire de documentation: 034264337
- Virtual International Authority File: 268557225
- WorldCat: E39PBJhxqbwMq7qtjwr3Jv89jC